# Дарівка (Скадовський район)
Да́рівка —  село в Україні, у Скадовській міській громаді Скадовського району Херсонської області. Населення становить 200 осіб.
В 20 столітті мала назву Кованько,та Миколаєвка

## Історія
Відповідно до Розпорядження Кабінету Міністрів України від 12 червня 2020 року № 726-р «Про визначення адміністративних центрів та затвердження територій територіальних громад Херсонської області» увійшло до складу Скадовської міської громади.
24 лютого 2022 року село тимчасово окуповане російськими військами під час російсько-української війни.

## Населення
Згідно з переписом УРСР 1989 року чисельність наявного населення села становила 198 осіб, з яких 86 чоловіків та 112 жінок.
За переписом населення України 2001 року в селі мешкало 200 осіб.

### Мова
Розподіл населення за рідною мовою за даними перепису 2001 року:
| Мова       | Кількість | Відсоток |
| ---------- | --------- | -------- |
| українська | 178       | 89%      |
| російська  | 22        | 11%      |
| Усього     | 200       | 100%     |